# Peter Wells (Physiker)
Peter Neil Temple Wells (* 19. Mai 1936 in Bristol; † 22. April 2017) war ein britischer Physiker und Ingenieur, der in der Medizintechnik wirkte (Ultraschall).
Wells studierte Elektrotechnik an der University of Aston (damals Birmingham College of Advanced Technology)  mit dem Abschluss 1958 und Physik an der Universität Bristol mit dem Master-Abschluss 1963 und der Promotion in Zoologie 1966. Ab 1960 war er Physiker an den United Bristol Hospitals und entwickelte Ultraschallgeräte, zunächst zur Therapie von Morbus Menière. Dort stieg  er 1971 zum Konsultanten auf. Er hatte verschiedene Posten wie die des Experten für Ultraschallgeräte für das Ministry of Overseas Development in Indien und war Honorarprofessor für klinische Radiologie an der Universität Bristol.
In den Jahren von 1963 bis 1968 war er an der Entwicklung des ersten zweidimensionalen Ultraschall-Scanners mit Knickarmen beteiligt und von 1973 bis 1980 an der Entdeckung von Ultraschall-Doppler-Signalen von bösartigen Tumoren.
1993 erhielt er einen Pioneer Award des  American Institute of Ultrasound in Medicine und er erhielt einen Achievement Medal for Outstanding Contributions to Science, Education and Technology des IEEE. 2006 erhielt er die Duddell Medal und 2013 die Royal Medal für Pionierleistungen in der Anwendung von Physik und Ingenieurswesen zur Entwicklung von Ultraschall als diagnostisches und chirurgisches Werkzeug, das die klinische Praxis revolutionierte (Laudatio). Er war Fellow des  Institute of Physics, CBE (2009) und Fellow der  Royal Academy of Engineering (1983). Er war einer der Gründungs-Fellows der Learned Society of Wales.
1984/85 war er Präsident des British Institute of Radiology. Er war Chefherausgeber von Ultrasound in Science and Medicine.